# Lijst van beschermd erfgoed in Flémalle
Onderstaande tabel geeft een overzicht van de beschermde erfgoederen in de gemeente Flémalle. Het beschermd erfgoed maakt deel uit van het cultureel erfgoed in België.
| Object | Bouwjaar/architect | Deelgemeente | Adres | Coördinaten                   | Nummer?                | Afbeelding |
| --- | ------------------ | ------------ | ----- | ----------------------------- | ---------------------- | --- |
| Orgels van de kerk Saint-Mathias                                                                                     |                    | Flémalle     |       | 50° 36' 1" NB, 5° 27' 59" OL  | 62120-CLT-0002-01 Info | |
| Kasteel van Aigremont, ensemble van kasteel met omliggend terrein                                                    |                    | Awirs        |       | 50° 35' 27" NB, 5° 24' 54" OL | 62120-CLT-0003-01 Info | Kasteel van Aigremont, ensemble van kasteel met omliggend terrein                                                    |
| Uitbreiding van site Kasteel van Aigremont                                                                           |                    | Awirs        |       | 50° 35' 26" NB, 5° 24' 47" OL | 62120-CLT-0004-01 Info | Uitbreiding van site Kasteel van Aigremont                                                                           |
| Hoekpaviljoens van de tuinen, een kapel, bijgebouwen, boerderij op het domein en de omringende muren en ijzerwerk    |                    | Awirs        |       | 50° 35' 28" NB, 5° 24' 52" OL | 62120-CLT-0005-01 Info | Hoekpaviljoens van de tuinen, een kapel, bijgebouwen, boerderij op het domein en de omringende muren en ijzerwerk    |
| Grotten Schmerling                                                                                                   |                    | Awirs        |       | 50° 35' 32" NB, 5° 24' 27" OL | 62120-CLT-0006-01 Info | Grotten Schmerling                                                                                                   |
| Site van Hautepenne: gebied van bijzondere waarde                                                                    |                    | Gleixhe      |       | 50° 36' 31" NB, 5° 23' 42" OL | 62120-CLT-0007-01 Info | Site van Hautepenne: gebied van bijzondere waarde                                                                    |
| Kasteel van Chokier: gevels en daken, en ensemble van het kasteel, het park, de boerderij en de omliggende terreinen |                    | Chokier      |       | 50° 35' 25" NB, 5° 26' 14" OL | 62120-CLT-0008-01 Info | Kasteel van Chokier: gevels en daken, en ensemble van het kasteel, het park, de boerderij en de omliggende terreinen |
| Site gevormd door de plek van "Wérixhet"                                                                             |                    | Chokier      |       | 50° 35' 22" NB, 5° 26' 22" OL | 62120-CLT-0009-01 Info | Site gevormd door de plek van "Wérixhet"                                                                             |
| Kasteel van Ramet en bijgebouwen: gevels en daken                                                                    |                    | Ivoz-Ramet   |       | 50° 35' 1" NB, 5° 26' 50" OL  | 62120-CLT-0010-01 Info | Kasteel van Ramet en bijgebouwen: gevels en daken                                                                    |
| Kasteel Haultepenne: gevels en daken, en de keermuur, de reling van het terras en de rand van het bassin in steen    |                    | Gleixhe      |       | 50° 36' 31" NB, 5° 24' 5" OL  | 62120-CLT-0011-01 Info | Kasteel Haultepenne: gevels en daken, en de keermuur, de reling van het terras en de rand van het bassin in steen    |
| Kasteel van Châtaigneraie en diens omgeving                                                                          |                    | Ivoz-Ramet   |       | 50° 35' 2" NB, 5° 26' 25" OL  | 62120-CLT-0012-01 Info | Kasteel van Châtaigneraie en diens omgeving                                                                          |
| Grot van Ramioul |                    | Ramioul      |       | 50° 34' 39" NB, 5° 25' 30" OL | 62120-CLT-0013-01 Info | Grot van Ramioul |
| Kerk Saint-Marcellin: al het meubilair gebouw bij de ingang aan en onderbroken door vier pijlers met raster          |                    | Chokier      |       | 50° 35' 26" NB, 5° 26' 34" OL | 62120-CLT-0014-01 Info | Kerk Saint-Marcellin: al het meubilair gebouw bij de ingang aan en onderbroken door vier pijlers met raster          |
| Kerk Saint-Lambert: interieur, exterieur en meubilair                                                                |                    | Gleixhe      |       | 50° 36' 34" NB, 5° 23' 46" OL | 62120-CLT-0015-01 Info | Kerk Saint-Lambert: interieur, exterieur en meubilair                                                                |
| Grotten Schmerling                                                                                                   |                    | Awirs        |       | 50° 35' 32" NB, 5° 24' 27" OL | 62120-PEX-0001-01 Info | Grotten Schmerling                                                                                                   |